# أوسكار بريت
أوسكار بريت (بالإنجليزية: Oscar Britt)‏ هو لاعب كرة قدم أمريكية وضابط أمريكي، ولد في 18 يونيو 1919 في بروكهافن في الولايات المتحدة، وتوفي في 13 ديسمبر 1992.